# Ридлин (Ајова)
Ридлин (енгл. Readlyn) град је у америчкој савезној држави Ајова. По попису становништва из 2010. у њему је живело 808 становника.

## Демографија
Према попису становништва из 2010. у граду је живело 808 становника, што је 22 (2,8%) становника више него 2000. године.
| Група             | 2000.       | 2010.       |
| Белци             | 771 (98,1%) | 787 (97,4%) |
| Афроамериканци    | 3 (0,4%)    | 4 (0,5%)    |
| Азијати           | 5 (0,6%)    | 4 (0,5%)    |
| Хиспаноамериканци | 2 (0,3%)    | 10 (1,2%)   |
| Укупно            | 786         | 808         |